# ウズベキスタンの国章
ウズベキスタンの国章（ウズベキスタンのこくしょう）は、ウズベキスタンがソビエト連邦から独立した後の1992年7月2日に導入されたものである。このエンブレムは独立前のウズベク・ソビエト社会主義共和国と共通した特徴を残している。ウズベキスタンの国章は、ロシアによる併合・十月革命・ソビエト連邦の崩壊の前に遡る伝統は有しないため、ソビエト連邦の国章のデザインの影響を強く受けている。
国章は円形をしており、ウズベキスタンの国の色である青、白、緑を多用している。エンブレムの向かって左側を取り囲むのは木綿で、右側を取り囲むのは小麦である。綿花と小麦はウズベキスタンの主な農作物で、ウズベク・ソビエト社会主義共和国の時代の国章にも同様に用いられていた。
エンブレムの頂上にある青い星はルブ・エル・ヒズブ（Rub El Hizb, ۞）と呼ばれる八芒星で、ウズベキスタンの多数派の宗教であるイスラム教を象徴する。八芒星の中には、三日月と星のシンボルが描かれている。
中央で翼を広げている鳥はフモ（khumo）という伝説上の鳥で、ペルシア神話の不死鳥フマ（Huma）と起源を同じくする。幸福と自由への愛を象徴している。鳥の背後には、鳥の目線から見たウズベキスタンの国土が広がっている。山脈から昇る朝日が円形に光を放射している。国土を流れる二つの川は、アムダリヤ川とシルダリヤ川を表す。

ウズベク・ソビエト社会主義共和国時代の国章（1929年～1937年）
ウズベク・ソビエト社会主義共和国時代の国章（1931年）
ウズベク・ソビエト社会主義共和国時代の国章（1947年）
ウズベク・ソビエト社会主義共和国時代の国章（1947年～1991年）